# إسماعيل يس في البوليس (فلم)
إسماعيل يس في البوليس فيلم مصري عرض عام 1956، بطولة إسماعيل ياسين وزهرة العلا ومن إخراج فطين عبد الوهاب.

## قصة الفيلم
يسكن العسكري زكي في أحد الأحياء الشعبية وبجانب شقته تسكن خطيبته ووالدتها ولكن والدتها كانت رافضة زكي وتكاد تفرق بين ابنتها وبينه بسبب عمله بالبوليس لأنه كان يقتضي منه أحيانًا أن يبيت خارج المنزل فيعود في الوقت الذي يبدأ الناس يومهم فيه فهي ترى أن ابنتها تستحق شخصًا أخر غيره.

## طاقم التمثيل
- إسماعيل ياسين: (زكي)
- زهرة العلا: (سنية)
- زينات صدقي: (والدة جمالات)
- رشدي أباظة: (رشدي)
- شريفة ماهر: (جمالات)
- رياض القصبجي: (الشاويش عطية)
- حسن حامد: (زينهم الحرامي)
- حسن البارودي: (عبد البديع مستور الجواهرجى)
- علي رشدي: (والد سنية)
- عبد الغني النجدي: (عليوه الكلوباتى)
- حسين قنديل: (ضابط المباحث)
- محسن حسنين: (شاويش الدورية)
- محمود لطفي: (الشاويش خليل)
- حسن أتلة: (الشاويش عبد الموجود)
- محمد شوقي: (عسكري)
- أحمد شوقي: (قائد النجدة)
- أنور مدكور: (المأمور)
- رشاد حامد: (ضابط القسم)
- سيد العربي: (من عصابة زينهم)
- إيلين دياتو: (جارة زكى)
- نورا: (راقصة)
- علي عبد العال: (صاحب الصيدلية)
- صلاح عبد الحميد: (المطرب سكر عبد الحميد)
- الطوخي توفيق: (فرد عصابة)

## فريق العمل
- إخراج: فطين عبد الوهاب
- قصة: فطين عبد الوهاب، السيد بدير
- سيناريو: فطين عبد الوهاب، محمود صبحي
- حوار: السيد بدير
- مدير التصوير: محمد عبد العظيم
- مونتاج: عبد المنعم توفيق
- مهندس المناظر: عباس حلمي
- إنتاج: أفلام الاتحاد (عباس حلمي)
- مدير الإنتاج: حسن فايق
- توزيع: أفلام مصر الجديدة
- موسيقى تصويرية: فؤاد الظاهري

## روابط خارجية
- مقالات تستعمل روابط فنية بلا صلة مع ويكي بيانات